# Привреда Словачке
Привреда Словачке заснива се на томе да је постала држава чланице Европске уније 2004, а евро је преузела почетком 2009. Братислава је највећи финансијски центар. Од 2018. стопа незапослености је износила 5,72%.
Због словачког БДП-а који је врло снажно растао 2000—2008. од 10,4% БДП-а 2007. словачка привреда је називана Tatra Tiger.

## Историја
Од успостављања Словачке у јануару 1993. прошла је транзицију од централно планске економије до слободне тржишне, процес за који су неки веровали да је успорен 1994—98. због другарског капитализма и фискалне политике владе Владимира Мечјара. Док су се економски раст и друге основе стално побољшавале током Мечјаровог мандата, јавни и приватни дуг и трговински дефицит такође су расли, а приватизација је била неуједначена. Реални годишњи раст БДП-а достигао је врхунац на 6,5% 1995, али је опао на 1,3% 1999.
Две владе либерално-конзервативног премијера Микулаша Дзуринда (1998—2006) спроводиле су политику макроекономске стабилизације и тржишно оријентисане структурне реформе. Готово читава привреда је сада приватизована, а стране инвестиције су порасле. Економски раст је премашио очекивања почетком 2000-их, упркос рецесији на кључним извозним тржиштима. Године 2001. политике макроекономске стабилизације и структурне реформе довеле су до спиралне незапослености које је достигла врхунац 19,2% (регионални показатељи Еуростат). Године 2002. солидна домаћа потражња подстакла је економски раст 4,1%. Године 2005. вишеструки разлози довели су до раста БДП-а 6%. Године 1993. главна инфлација потрошачких цена пала је са 26% на просечну стопу од 7,5% 2004. У јулу 2005. стопа инфлације пала је на 2,0% и предвиђало се да ће бити мања од 3% 2005. и 2,5% 2006. Године 2006. постигла је највећи економски раст (8,9%) међу чланицама организација за економску сарадњу и развој и трећи највиши у Европској унији (одмах иза Естоније и Летоније). БДП по становнику креће се од 188% просека Европске уније у Братислави до само 54% у источној Словачкој.

## Раст БДП-а
Развој БДП-а Словачке према Светској банци:
| Године  | 2001 | 2002 | 2003 | 2004 | 2005 | 2006 | 2007 | 2008 | 2009 | 2010 | 2011 | 2012 | 2013 | 2014 | 2015 | 2016 | 2017 | 2018 |
| ------- | ---- | ---- | ---- | ---- | ---- | ---- | ---- | ---- | ---- | ---- | ---- | ---- | ---- | ---- | ---- | ---- | ---- | ---- |
| % БДП-а | 3.3  | 4.5  | 5.4  | 5.2  | 6.7  | 8.4  | 10.8 | 5.6  | −5.4 | 5.0  | 2.8  | 1.6  | 1.5  | 2.7  | 4.2  | 3.1  | 3.2  | 4.1  |

Године 2007. остварила је највећи раст БДП-а међу чланицама организација за економску сарадњу и развој и Европске уније, са рекордних 14,3% у четвртом кварталу. Године 2014. раст БДП-а износио је 2,4%, а 2015. и 2016. Словачка привреда је порасла 3,6% и 3,3%. Године 2018. Народна банка Словачке предвиђа повећање БДП-а за 4%.

## Стране инвестиције
Директна страна улагања (СДИ) у Словачкој драстично су порасла. Јефтина и квалификована радна снага, пореска стопа од 19% за предузећа и индивидуе, без пореза на дивиденду, слаб закон о раду и повољан географски положај главне су предности Словачке за стране инвеститоре. Прилив страних директних инвестиција је порастао за више од 600% у односу на 2000. и кумулативно је достигао највиши ниво од 17,3 милијарде америчких долара 2006. или око 18.000 америчких долара по становнику до краја 2006. Укупан прилив СДИ 2006. износио је 2,54 милијарде долара. У октобру 2005. уведени су нови подстицаји за инвестирање: повољнији услови за IT и истраживачке центре, посебно у источном делу земље где је већа незапосленост.
Стране инвестиције 1996—2005. износе: Холандија 24,3%, Немачка 19,4%, Аустрија 14,1%, Италија 7,5% и Сједињене Америчке Државе (осми највећи инвеститор) 4,0%. Најбољи инвеститори компанија: Deutsche Telekom (Немачка), Neusiedler (Аустрија), Gaz de France (Француска), Гаспром (Русија), U.S.Steel (САД), MOL (Мађарска), ENEL (Италија), E.ON (Немачка).
Сектори страних инвестиција су индустрија 38,4%, банкарство и осигурање 22,2%, трговина на велико и мало 13,1%, производња електричне енергије, гаса и воде 10,5% и транспорт и телекомуникације 9,2%.
Стране директне инвестиције:
- приливи — 2003: 756 милиона америчких долара, 2004: 1261 милион америчких долара, 2005: 1908 милиона америчких долара
- одливи — 2003: 22 милиона америчких долара, 2004: -144 милиона америчких долара, 2005: 146 милиона америчких долара

## Услуге
Услужни сектор је брзо растао током последњих десет година и сада запошљава око 69% становништва, са преко 61% доприноси БДП-у. Туризам у Словачкој расте последњих година, приход се удвостручио са 640 милиона америчких долара 2001. на 1,2 милијарде америчких долара 2005.

## Индустрија
Индустријализовала се углавном у другој половини 20. века. Тешка индустрија (укључујући вађење угља и производњу машина и челика) изграђена је из стратешких разлога, јер је била мање изложена војној претњи од западних делова Чехословачке. По завршетку хладног рата, значај индустрије, а посебно тешке, је опао. Године 2010. индустрија (укључујући грађевинарство) чинила је 35,6% БДП-а, у поређењу са 49% 1990. Главне индустрије су: аутомобилска индустрија, електроника, машинство, хемијско инжењерство, информациона технологија. Аутомобилски сектор је међу најуспешнијим секторима у Словачкој због недавних великих инвестиција Фолксвагена (Братислава), Пежоа (Трнава), Кија моторс (Жилина), а од 2018. и Jaguar Land Rover у Њитри. Производња путничких аутомобила 2016. износила је 1.040.000, што је чини највећим произвођачем аутомобила по становнику. Остале велике индустријске компаније су U.S. Steel (металургија), Slovnaft (нафтна индустрија), Samsung Electronics (електроника), Foxconn (електроника), Mondi (папир), Slovalco (производња алуминијума), Hyundai Mobis (аутомобилска индустрија), Matador (аутомобилска индустрија) ) и Whirlpool Corporation. Године 2006. машине су чиниле више од половине извоза Словачке.

### Највеће компаније по приходу
| Компанија                              | Приход (милион евра) |
| -------------------------------------- | -------------------- |
| Volkswagen                             | 7549                 |
| Кија моторс                            | 5184                 |
| Slovnaft                               | 3421                 |
| Друштво за опште здравствено осигурање | 2981                 |
| Stellantis Trnava Plant                | 2694                 |
| U. S. Steel Košice                     | 2619                 |
| Samsung                                | 2377                 |
| Словенске електране                    | 2183                 |
| Индустрија плина                       | 1493                 |
| Продавнице Tesco                       | 1451                 |

### Највеће компаније по добити
| Компанија                   | Профит (милион евра) |
| --------------------------- | -------------------- |
| SPP Infrastructure          | 645                  |
| U. S. Steel Košice          | 499                  |
| Slovnaft                    | 352                  |
| Словачка индустрија плина   | 318                  |
| Кија моторс                 | 209                  |
| Matador                     | 175                  |
| Volkswagen Bratislava Plant | 173                  |
| Словенска спорителна        | 162                  |
| Општа кредитна банка        | 160                  |
| SPP-distribúcia             | 153                  |

## Пољопривреда
Године 2016. пољопривреда је чинила 3,6% БДП-а (у поређењу 1993. са 6,9%) и заузимала је око 3,9% радне снаге (пад 1994. са 10,2%). Преко 40% земље је обрађено. Јужни део Словачке (граничи се са Мађарском) познат је по богатом пољопривредном земљишту, гајењу пшенице, ражи, кукуруза, кромпира, шећерне репе, житарица, воћа и сунцокрета. Виногради су концентрисани у Малим Карпатима, Токају и другим јужним регионима. Узгој стоке, укључујући свиње, говеда, овце и живину је од изузетке важности за државу.
Године 2018. произвели су:
- 1,9 милиона тона пшенице,
- 1,5 милиона тона кукуруза,
- 1,3 милиона тона шећерне репе,
- 486 хиљада тона јечма,
- 480 хиљада тона репице,
- 201 хиљаду тона семена сунцокрета,
- 169 хиљада тона кромпира,
- 104 хиљаде тона соје

Производње и остале пољопривредне производе, попут грожђа (52 хиљаде тона).

## IT
Последњих година су напредовала услужна и високотехнолошки оријентисана предузећа. Многе светске компаније, укључујући IBM, Del, Леново, AT&T, SAP AG, Амазон, Johnson Controls, Swiss Re и Accenture, изградиле су аутсоурсинг и сервисне центре у Братислави и Кошицама (T-Systems, Cisco, Ness Digital Engineering, Deloitte). Словачке IT компаније, међу којима су ESET, Sygic и Pixel Federation, имају седиште у Братислави.

## R&D
Према недавном извештају Европске комисије, Словачка се (заједно са неким другим привредама Централне и Источне Европе) налази при крају списка земаља Европске уније у погледу иновација (Словачка заузима 22. место). Унутар Европске уније налази се на последњем месту по ширењу знања и последњем по иновацијама и предузетништву. У процесу преласка на привреду знања, посебно јој недостају улагања у образовање и шира примена IT-а. Светска банка предлаже да се надогради информациона инфраструктура и да се реформише образовни систем. Организација за економску сарадњу и развој наводи да би јача конкуренција на тржишту производа помогла.
У марту 2006. словачка влада је увела нове мере за спровођење акционог плана за истраживање, развој и иновације. Програм обухвата период од 2006. до 2010. Очекује се да ће RDA сваке године упутити најмање један позив за исказивање интереса. Годишњи буџет за програм утврдиће RDA. Укупни износ доступан за програм зависи од годишњих буџетских средстава и варирати од године до године. Након повећања буџетских средстава за око 50%, RDA располаже укупним буџетом од 19,31 милиона евра 2006.

## Рад
Минимална зарада у Словачкој одређена је на 520€ месечно. Године 2017. просечна зарада износила је 1052€ месечно, а у региону Братиславе 1527€. Од фебруара 2018. стопа незапослености износила је 5,88%.

## Статистика
Словачка је пребацила своју валуту са круне на евро 1. јануара 2009, по стопи од 30,1260 круна на евро.
Спољна трговина
| Године               | 2008 | 2009 | 2010 | 2011 | 2012 | 2013 | 2014 | 2015  | 2016  |
| Извоз милијарди евра | 49.5 | 39.7 | 35.0 | 56.8 | 62.8 | 64.4 | 64.8 | 73.12 | 74.35 |
| Увози милијарде евра | 50.3 | 38.8 | 34.6 | 55.8 | 59.2 | 60.1 | 60.2 | 71.09 | 71.47 |